# Bruno Aspelin

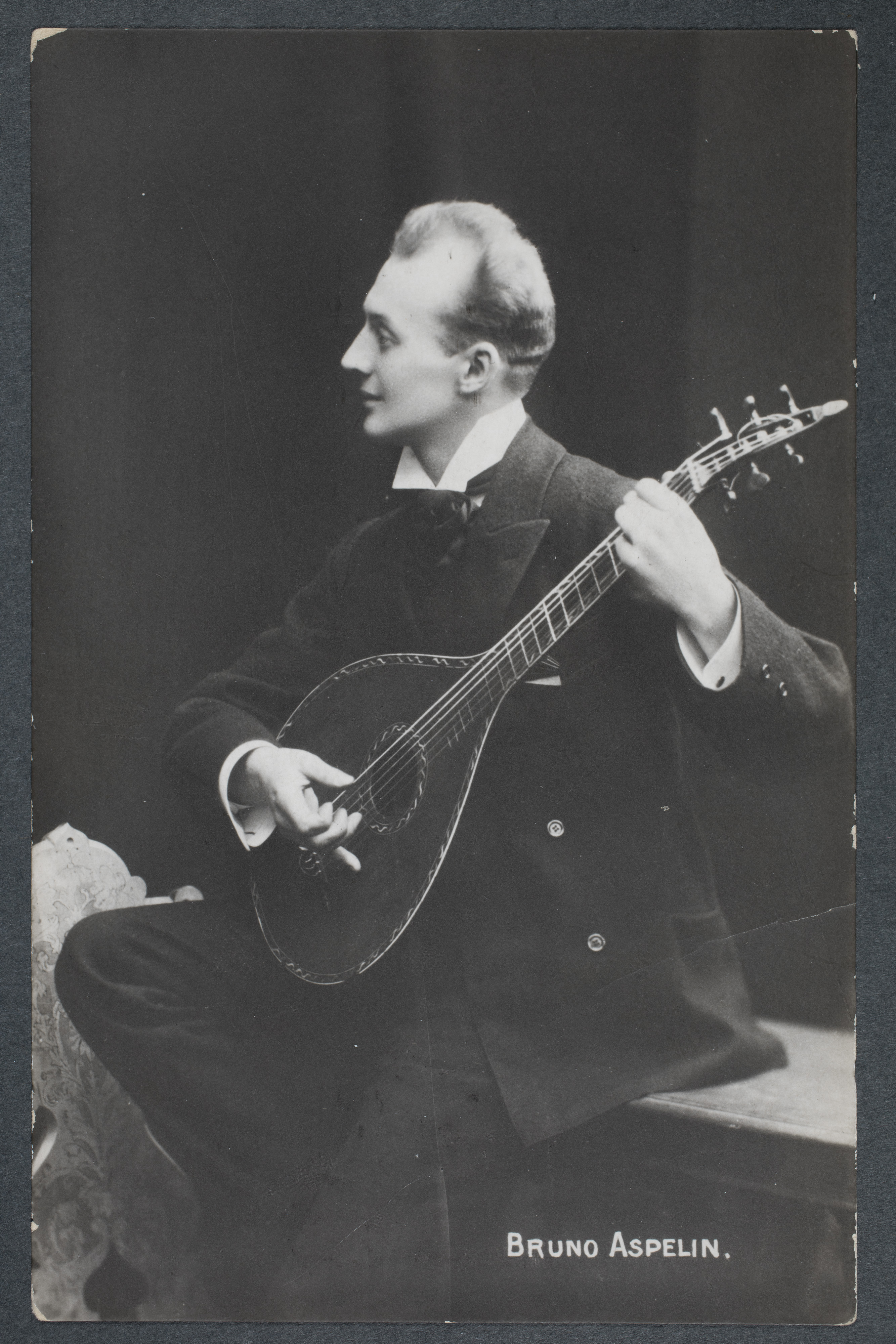
Bruno Aspelin spelar

Bruno Aspelin, född 11 april 1870 i Helsingfors, död 9 december 1941 på samma ort, var en finländsk artist och vissångare.
Bruno Aspelin studerade målarkonst och skulptur i Frankrike, Italien och Danmark, bland annat för professor Herman Wilhelm Bissen. Han är dock mest känd som vissångare, i vilken egenskap han, främst med Bellmanprogram, uppträdde med talrika konserter såväl i Finland som i övriga Skandinavien.